# ハン・カルロス・ウルタード
ハン・カルロス・ウルタード・アンチコ  (Jan Carlos Hurtado Anchico  ,  2000年3月5日 - )は、ベネズエラ・バリナス州エル・カントン出身のサッカー選手。カンピオナート・ブラジレイロ・セリエAのレッドブル・ブラガンチーノに所属している。ポジションはFW。

## 来歴
2016年にプリメーラ・ディビシオンの強豪デポルティーボ・タチラFCでプロデビュー。同年シーズン17試合の出場で5得点を記録し、翌2017年よりユース世代のベネズエラ代表に進出された。
2019年7月12日、ボカ・ジュニアーズと契約。同年10月22日のコパ・リベルタドーレス2019準決勝2ndレグのCAリーベル・プレート戦では、後半34分に先制ゴールを決めた。

## 代表経歴
2017年よりU-17のベネズエラ代表に進出されたウルタードだったが、飛び級でU-20代表に選出され、2017 FIFA U-20ワールドカップのメンバーに選出。グループリーグ第2戦の対バヌアツ戦でゴールを決めた。更に2019年3月のアルゼンチン戦で、フル代表デビューも果たした。